# Lehtomäki
Lehtomäki est un quartier et une zone statistique du district central de Kouvola en Finlande .

## Description
Au centre du quartier, de part et d'autre de Madekuja, se trouve un petit centre commercial composé de S-market, R-kioski, un restaurant, une pizzeria et un salon de coiffure. 
Entre les bâtiments du magasin se trouve le centre de services Lehdokki. 
L'école primaire la plus proche de Lehtomäki se trouve à Mansikka-aho, à environ deux kilomètres. 
Le collège et le lycée les plus proches, l'école Urheilupuisto et le lycée de Kouvola, se trouvent au centre-ville à environ trois kilomètres.
Lehtomäki riche en eau car il est situé entre le lac Kuusaanlampi, le fleuve Kymijoki, et le lac Käyrälampi, et sa plage. 
Lehtomäki a deux étangs dans la partie nord : le plus grand Kalalampi et le plus petit Tyttilampi.
Les quartiers voisins sont Kangas, Käpylä, Tornionmäki, Tykkimäki, Korjala, Kymintehdas et Jokela.

## Galerie

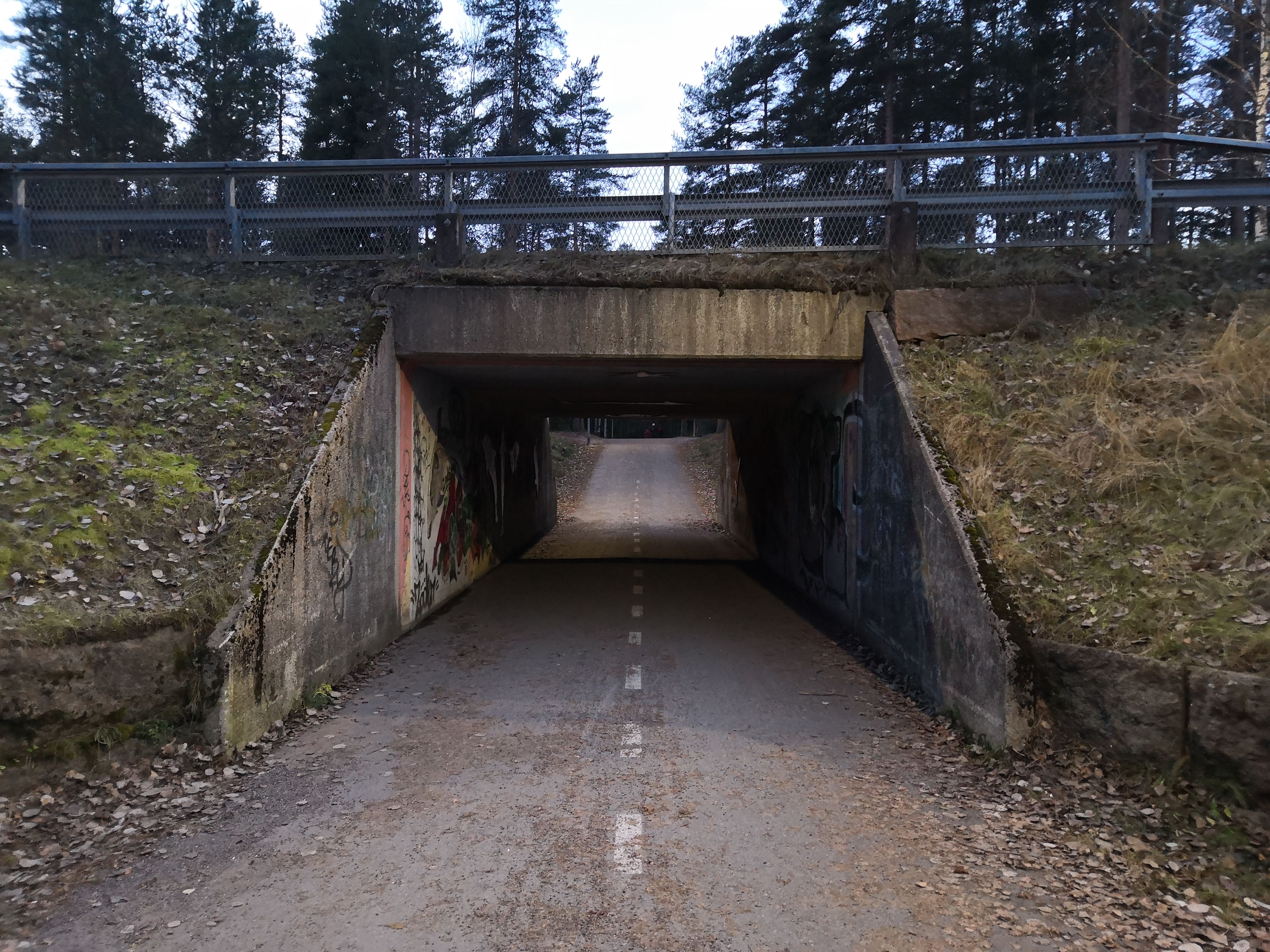
Tunnel de passage souterrain de la circulation douce sous Lehtomäkatu à Kouvola.